# 奉國中尉
奉國中尉是明朝皇族爵位的最低一級。位於輔國中尉之下。是郡王的六世（或更多世代）孫。
明朝時，輔國中尉之子，一律封奉國中尉。
- 奉國中尉的正妻稱安人。奉國中尉的俸祿為每年200石（一半本色糧，一半鈔；嘉靖四十四年改為四分本色糧，六分折鈔）[1]。
- 奉國中尉的兒子仍封奉國中尉，不再降等[2][3]。女兒稱宗女。